# Strada Calea Moșilor din Chișinău
Strada Calea Moșilor (până în 1991 str. Obiezdnaia) se află în sectorul Râșcani, continuând în sectorul Ciocana. Face legătura între str. Calea Orheiului și str. Ismail. E amplasată pe malul stâng al râului Bâc, la extremitatea estică a orașului istoric. De aici se vede bine panorama Chișinăului, inclusiv bisericile Sf. Împărați Constantin și Elena (str. Circului 6), Acoperirea Maicii Domnului (str. Măzărachi 3, fosta Nașterea Maicii Domnului) și cupolele celorlalte biserici din zonă: Învierea Domnului (str. Gr. Ureche 58) și Buna-Vestire (str. B.P. Hasdeu 10). În apropiere se află Circul.